# Guangdong Southern Tigers (Fußballverein)
Der Guangdong Southern Tigers Football Club (vereinfachtes Chinesisch: 广东 华南虎 足球 俱乐部; traditionelles Chinesisch: 廣東 華南虎 足球 俱樂部; Pinyin: Guǎngdōng Huánánhǔ Zúqiú Jùlèbù), allgemein bekannt als die Guangdong Southern Tigers (vereinfachtes Chinesisch: 广东 华南虎; traditionelles Chinesisch: 廣東 華南虎), ist ein professioneller chinesischer Fußballverein, der derzeit unter Lizenz des Chinese Football Association (CFA) an der China League One teilnimmt. Das Team hat seinen Sitz im Distrikt Meixian in der Stadt Meizhou (Guangdong) und sein Heimstadion ist das Meixian Tsang Hin-chi-Stadion, das 20.221 Zuschauern Platz bietet. Ihr aktueller Mehrheitsaktionär ist das Ingenieur- und Bauunternehmen Shenzhen Techand Ecological Environment.

## Geschichte
Der Verein wurde am 3. Juli 2003 als Dongguan Nancheng Football Club (东莞 南城 足球 俱乐部) vom Dongguan Sports Bureau gegründet, das sie ursprünglich als Guangdong Hongyuan FC gegründet hatte, das Franchise dann jedoch verkaufte.  Der Klub trat darauf als ausländische Mannschaft innerhalb der Liga in der Hong Kong First Division League 2003/04 an. 2005 verließ der Verein die Liga wieder und trat in der dritten chinesischen Liga (League Two) an. Nach einer enttäuschenden Saison 2005 zog sich der Verein aus der Liga zurück und löste seine erste Mannschaft auf. Dennoch behielt er nach Ende der Saison sein Jugendsystem bei.
Der Verein trat 2011 erneut in der League Two an und erreichte die Playoffs zum Aufstieg. Der Club zog nach dieser Saison in die Stadt Meizhou und änderte seinen Namen in Meixian Hakka FC. Am 12. Dezember 2012 war er damit der erste professionelle Fußballverein in Meizhou, der Stadt, die in China oft als „Heimat des Fußballs“ bezeichnet wird, da hier das Ballspiel zuerst von Europäern eingeführt wurde. Am 30. Dezember 2016 änderte Meizhou der Verein seinen Namen in Meizhou Meixian Techand FC, um nicht mit dem lokalen Rivalen Meizhou Hakka verwechselt zu werden.
2017 stieg das Team in die zweithöchste Spielklasse auf (League One). Im Januar 2019 wurde der Klub in Guangdong Southern Tigers FC umbenannt.

## Namensgeschichte
- 2003–2012 Dongguan Nancheng FC 东莞南城

- 2013–2015 Meixian Hakka FC 梅县客家

- 2016 Meizhou Meixian Hakka FC 梅州梅县客家

- 2017–2018 Meizhou Meixian Techand FC 梅州梅县铁汉

- 2019– Guangdong Southern Tigers FC 广东华南虎

## Platzierungen
| Saison   | 2004          | 2005 | 2011 | 2012 | 2013 | 2014 | 2015 | 2016 | 2017 | 2018 |
| -------- | ------------- | ---- | ---- | ---- | ---- | ---- | ---- | ---- | ---- | ---- |
| Liga     | 1 (Hong Kong) | 3    | 3    | 3    | 3    | 3    | 3    | 3    | 3    | 2    |
| Position | 6             | 6    | 4    | 6    | 7    | 5    | 5    | 7    | 2    | 14   |